# Federação de Voleibol da Arábia Saudita
A Federação de Voleibol da Arábia Saudita  (em inglês: Saudi Arabian Volleyball Federation  - SAVF) é  uma organização fundada em 1964 que governa a pratica de voleibol na Arábia Saudita, sendo membro da Federação Internacional de Voleibol e da Confederação Asiática  de Voleibol, é responsável por  organizar  os torneios de  voleibol no país.

## Ligações Externas
- Site oficial